# Burhan Doğançay
Burhan C. Doğançay (Isztambul, 1929. szeptember 11. – 2013. január 16.) török származású amerikai művész. Ismert főleg arról, hogy fél évszázadon keresztül világszerte számos városban falakat tanulmányozott, melyeket beépített művészi tevékenységébe.

## Élete
Burhan Doğançay 1929-ben született Isztambulban. Művészi képzését apjától, Adil Doğançaytól, és Arif Kaptantól szerezte, mindkettő ismert török festő. Miután befejezte jogi tanulmányait Ankarában, elment Párizsba, ahol művészeti oktatásban részesült az Académie de la Grande Chaumière-n, valamint beiratkozott a párizsi egyetemre, ahol később megszerezte a gazdasági doktorátust. Rövid diplomáciai karrierje folyamán Doğançay 1962-ben New Yorkba került, ahol 1964-ben eldöntötte, hogy teljesen a művészetnek szenteli magát és New Yorkot állandó lakhelyévé teszi. Az 1970-es évek közepén elkezdett utazni a Walls of the World (A világ falai) című projekt keretében. A new york-i Hotel Pierre magyar bálján ismerte meg későbbi feleségét, Angelát. Élete utolsó nyolc évében Doğançay munkáját és életét New York-i és a török Turgutreisben lévő stúdiója között osztotta fel. 2013. januárban 83 évesen elhunyt.

## Művészete
A korai 1960-as évektől fogva Doğançayt elkápráztatták a városi falak, s már akkor eldöntötte, hogy azokat teszi művészetének tárgyává. Számára a fal társadalmunk barométere és az idő múlásának bizonyítványa, mivel tükrözi a város érzelmeit, gyakran ellenállva az elemek támadásának és az emberek nyomainak. A művében rejlő szellem részben abból a gondolatból keletkezik, hogy soha semmi nem olyan, mint amilyennek tűnik. Doğançay művészete „fali művészet”, tehát a tárgyainak forrásai valódiak. Ennélfogva alig nevezhető absztrakt művésznek, holott első pillantásra munkájának nagy része absztraktnak tűnik. Számos különböző sorozatban újjáalkotja a falakat ajtói, színei vagy falfirka-típusai szerint rendezve, avagy műveiben előforduló objektekre vonatkozóan. Noha Doğançay kezdetében csupán megfigyelője és dokumentálója volt a falaknak, hamar sikerült munkájában ötletek, érzelmek illetve emóciók széles spektrumát kifejezni. Tekintete folyamatosan tágult, a tartalomtól ugyanúgy mint a technikától előrehajtottan.

## Walls of the World
Az 1970-es éven közepén Doğançay elkezdte azt, amit akkor még másodrangú projektnek tekintett: a városi falak világszerte lefényképezését. Ez a fényképtömeg, melyet Doğançay egyszerűen „a világ falainak”, Walls of the World-nek nevezett el, korszakunk archívuma és festményeinek vetőmagja, miközben maguk a festmények is dokumentálják azt a korszakot, amelyben élünk. Doğançay kivitelezése következetes, magánkorlátozása radikális volt, azonkívül a művészt teljesen elfogadta az, ami a legjobban érdekelte. Ebben más „dokumentaristával” is hasonlítható össze, például August Sanderrel, aki arc-, és Karl Blossfeldttel, aki növényképeket készített és gyűjtött. Képei nem pillanatfelvételek, hanem felületek leleményes tagolásai, anyagok, színek, struktúrák és fények finom tanulmányai, amelyek radikális minimalizmusának köszönhetően gyakran monokróm festészetre emlékeztetnek. Az idő folyamán ez a projekt egyre fontosabbá és tartalmasabbá vált, úgyhogy most, négy évtized múltán több mint 30 000 képet tartalmaz több mint 100 országból és öt kontinensről.

## Díjak
Doğançay-t számos díjjal tüntették ki. A legnevezetesebb a török köztársasági elnök által 1995-ben átadott életműdíj.

## Nyilvános gyűjtemények
Doğançay munkája része számos nyilvános gyűjteménynek, köztük The Metropolitan Museum of Art, Guggenheim Museum, MoMA (mind New York), LACMA (Los Angeles), Walker Art Center (Minneapolis), Museum of Fine Arts (Boston), The British Museum (London), mumok, Albertina (mindkettő Bécs), Pinakothek der Moderne (München) valamint Centre Georges Pompidou (Párizs).

## Művészeti piac
2009-ben egyik művét, a Symphony in Blue (Kék szimfónia), 1987, a legmagasabb valaha élő török művész művéért fizetett árért (1,7 millió dollárért) adták el. A két, Magnificent Era (Istanbul Modern gyűjteménye) és Mimar Sinan (magángyűjtemény) című testvérművével mellett Symphony in Blue Doğançay egyik legnagyobb és legkifejezőbb műve, melyben a művész Törökország történelmével lép párbeszédbe.

## Doğançay Múzeum
Doğançay kimerítő életművének és művészi fejlődésének áttekintését jelenleg a Doğançay Múzeum, Törökország első modern művészeti múzeuma teszi lehetővé, mely az isztambuli Beyoğlu kerületben nyílt meg 2004-ben.